# یوسوکه کوندو
یوسوکه کوندو (انگلیسی: Yusuke Kondo؛ زادهٔ ۵ دسامبر ۱۹۸۴) بازیکن فوتبال اهل ژاپن است.
از باشگاه‌هایی که در آن بازی کرده‌است می‌توان به باشگاه فوتبال توکیو، باشگاه فوتبال کونسادول ساپورو، باشگاه فوتبال ویسل کوبه، و باشگاه ورزشی توچیگی اشاره کرد.